# Танца (приток Оскуи)
Танца  (Тания) — река в России, протекает по Чудовскому району Новгородской области. Устье реки находится в 10 км по левому берегу реки Оскуя. Длина реки составляет 16 км.
На левом берегу реки стоят деревни Некшино и Гачево Грузинского сельского поселения.

## Данные водного реестра
По данным государственного водного реестра России относится к Балтийскому бассейновому округу, водохозяйственный участок реки — Волхов, речной подбассейн реки — Волхов. Относится к речному бассейну реки Нева (включая бассейны рек Онежского и Ладожского озера).
Код объекта в государственном водном реестре — 01040200612102000019025.